# 2020/2021 ISUグランプリシリーズ
2020–21 ISUグランプリシリーズは、2020年にアメリカ、中国、ロシア、日本で開催された一連のフィギュアスケート競技大会の総称。

## 概要
各国開催の6大会、及び決勝大会であるグランプリファイナルで構成される。国際スケート連盟が企画し、各国のフィギュアスケート競技統括団体が運営に当たる。前シーズンの国際競技会成績などにより選抜された選手が出場し、男女シングル、ペア、アイスダンス競技が行われる。
2020年は新型コロナウイルス感染症(COVID-19)の世界的な感染拡大の影響で変則開催の為、ISUの公認記録に反映されない。また世界ランキングのポイントも付与されない 各大会の出場者を地元選手や開催国に拠点を置く選手らに制限しており、公平性を保つために、2020/2021 ISUグランプリシリーズは、非公認大会となる事が国際スケート連盟より発表された。
そのうち北京でのグランプリファイナルは当初2022年北京オリンピックリハーサル大会を兼ねていたが、後に開催中止が発表された。またジュニアグランプリシリーズは全日程中止となった。なおカナダ・フランスは新型コロナウイルス感染拡大の影響およびフランスの夜間外出禁止令により中止となった。

## 大会日程
| Date              | Event                | Location   | Notes            | Results   |
| ----------------- | -------------------- | ---------- | ---------------- | --------- |
| 2020年10月23–24日 | スケートアメリカ     | ラスベガス |                  | 結果      |
| 2020年11月6–8日   | 中国杯               | 重慶市     |                  | 結果      |
| 2020年11月20–22日 | ロシア杯             | モスクワ   |                  | 結果      |
| 2020年11月27–29日 | NHK杯                | 門真市     | ペア競技実施なし |           |
| TBD               | グランプリファイナル | TBD        |                  | Postponed |

1. ↑  The ISU announced on July 13 that it plans to keep Cup of China as scheduled, due to its connection to the Beijing test event.[2]
2. ↑  Originally scheduled for December 10–13.

### 大会中止
| Date                   | Event          | Location     | Notes      |
| ---------------------- | -------------- | ------------ | ---------- |
| 2020年10月30日-11月1日 | スケートカナダ | オタワ       | キャンセル |
| 2020年11月13–15日      | フランス国際   | グルノーブル | キャンセル |

## 新型コロナウイルス対策
国際スケート連盟および開催国スケート連盟により、新型コロナウイルス(COVID-19)感染拡大防止ガイドライン等が設定・公開されており、これに基づき運営される。
国際スケート連盟
- ISU General Guidelines to Organize an ISU Event
- Risk Assessment Table - July 2020
- ISU Communication No. 2345 - Decisions of the Council on August 28, 2020
- Decisions of the ISU Council relating to consequences of the COVID-19 crisis with an impact on the 2020/21 season for the Figure Skating Branch
- Guidelines for ISU Events During the COVID-19 Pandemic - Figure Skating

日本スケート連盟
- 日本スケート連盟主催競技会の再開に向けた感染拡大予防ガイドライン
- 新型コロナウイルス感染症(COVID-19)対策としてのスポーツ活動再開ガイドライン　【フィギュアスケート】